# Audrey Vigoureux
Audrey Vigoureux, née à Aix-en-Provence en France en 1981, est une pianiste classique établie à Genève, en Suisse.

## Biographie
Audrey Vigoureux commence le piano dès l’âge de huit ans au conservatoire d’Aix-en-Provence, au sein duquel elle obtient une médaille d’or après sept ans d'études. Elle poursuit son apprentissage au Conservatoire régional de Nice, au Conservatoire supérieur de musique de Genève (diplôme de soliste avec distinction, prix Adolph Neumann de la ville de Genève, prix Dumont et prix Filipinetti) et au Conservatoire national supérieur de musique de Paris (diplôme de formation supérieur, premier prix de piano mention très bien, premier prix de musique de chambre). Elle se perfectionne aussi auprès de grands maîtres (András Schiff, Charles Rosen, Bella Davidovitch, Joseph Kalichstein, Dominique Merlet, Jean-Claude Pennetier), et reçoit de nombreuses distinctions (prix de la fondation De Agostini, premier prix Yamaha Europa, prix de la fondation Kiefer-Hablitzel, prix de la fondation Ernst Goehner).
Dès ses débuts, elle est invitée à se produire à l’occasion de nombreux concerts aux quatre coins du monde, en récital ou en soliste avec orchestre . Elle enregistre en février 2014 son premier disque solo Bach, Beethoven - Quasi una fantasia, sur le label Evidence, sous la direction de Nicolas Bartholomée. À la suite des liens tissés avec des musiciens de différents horizons (jazz, contemporain, électronique), elle crée en 2010 à Genève le festival de musiques plurielles Les Athénéennes, qui fête sa cinquième édition en 2015,,.

## Discographie
- 2015 : Bach, Beethoven - Quasi una fantasia, label Evidence[4],[5],[6],[7],[8]

## Concerts
- 2004 : Concerto pour piano n°1 en fa dièse mineur, op. 1 de Serge Rachmaninov, Lauréats 2004 du Conservatoire de musique de Genève, Orchestre de la Suisse romande, Pinchas Steinberg (direction), Claire Chanelet (flûte), Aurélie Noll (harpe), Yin Shen (violon), Ivo Gass (cor), Audrey Vigoureux (piano), Victoria Hall[9]
- 2004 : Trois préludes pour piano de Michaël Levinas , Claire Viain (piano), Akiko Shirogane (piano), Audrey Vigoureux (piano), Festival Archipel[10]
- 2008 : Kiefer Hablitzel Konzert, Audrey Vigoureux (piano) et Josiane Marfurt (piano), Menuhin Festival Gstaad[11]
- 2010 : Johann Sebastian Bach, Franz Schubert, Audrey Vigoureux (piano), Festival le printemps de L'Athénée[12]
- 2010 : Swiss piano, François Lindemann (piano), Olivier Rogg (piano), Michel Bastet (piano), Pierre Luc Valet (piano), Valentin Peiry (piano), Audrey Vigoureux (piano), Fabrizio Chiovetta (piano), Stéphanie Décaillet (piano) et Nicolas Levon Maret (piano), Oriental Art Center de Shanghai[13]
- 2011 : Orquesta sinfónica regional de la juventud merideña, Audrey Vigoureux (piano), Simón Gollo (violon), Timothy park (violoncelle), Domingo García (direction), 2do Festival de Música de Mérida, (Mérida, Venezuela)[14]
- 2012 : Récitals de piano, Audrey Vigoureux (piano) et Fabrizio Chiovetta (piano), L’Orangerie théâtre d’été[15]
- 2013 : Johann Sebastian Bach, David Fray (direction et piano), Jacques Rouvier (piano), Emmanuel Christien (piano), Audrey Vigoureux (piano) et l'Orchestre national Montpellier Languedoc-Roussillon, Opéra Orchestre national Montpellier[16]
- 2014 : Concerto pour piano no. 23 de Wolfgang Amadeus Mozart, Audrey Vigoureux (piano), Victoria Hall[17]
- 2014 : Audrey Vigoureux, Audrey Vigoureux (piano), Festival Label Suisse[18]
- 2015 : Ludwig van Beethoven, César Franck, Alfred Schnittke, Edgar Moreau (violoncelle) et Audrey Vigoureux (piano), Opéra Orchestre national Montpellier[19]
- 2015 : Audrey Vigoureux, piano solo, Audrey Vigoureux (piano), Festival Antigel[20]
- 2015 : Concert d'automne, Audrey Vigoureux (piano), Sarah Nemtanu (violoncelle) et Edgar Moreau (violoncelle), Temple de Carouge[21]
- 2015 : Johann Sebastian Bach, Wolfgang Amadeus Mozart, Franz Schubert, Audrey Vigoureux et Fabrizio Chiovetta (piano), Festival Vernier Classique 2015[22]
- 2015 : Thomas Enhco (piano), Louis Rodde (violoncelle), Dom La Nena (chant et violoncelle) et Audrey Vigoureux (piano), émission Le Dimanche idéal d'Arièle Butaux sur France Musique[23]
- 2016 : Audrey Vigoureux, Audrey Vigoureux (piano), TEDx Place des Nations[24]

## Prix et distinctions
- Prix Adolph Neumann de la ville de Genève[1]
- Prix Dumont
- Prix Filipinetti
- Prix de la Fondation De Agostini
- Prix Yamaha Europa
- Prix de la Fondation Kiefer-Hablitzel
- Prix de la Fondation Ernst Göhner